# Битка при Свищов
Битка при Свищов е десант на Действащата руска армия през река Дунав при Зимнич-Свищов и бой за превземане на Свищов в Руско-турската война (1877 – 1878).

## Оперативна обстановка
На 10/22 юни 1877 г. главнокомандващият Дунавската руска армия княз Николай Николаевич решава десантът на главните руски сили през река Дунав да бъде извършен при град Свищов през нощта на 14/26 срещу 15/27 юни. Създаден е Сборен отряд с командир генерал-майор Михаил Драгомиров в състав 14-а пехотна дивизия, 4-та стрелкова бригада и други подразделения. Общо 17 батальона, 6 сотни и 64 оръдия, групирани в 3 ешелона. Взети са мерки за дезориентиране на противника, опазване на тайната и провеждане на същия ден на резервна десантна операция.
Османското командване очаква десант при Никопол, Олтеница или Гюргево. В района на реалния десант неговите сили са съсредоточени при Свищов в състав от 1 табор, 1 ескадрон и 2 оръдия и при село Вардим от 5 табора и 4 оръдия. Командир е Ахмед Хамди паша.

## Извършване на десанта
След съсредоточаване на Сборния отряд при Зимнич генерал-майор Михаил Драгомиров запознава на 14/26 юни командния състав с непосредствените задачи. В 20:00 часа е съобщено на император Александър II точното място на десанта – устието на река Текирдере между Свищов и Вардим.
Частите на първия ешелон са 12 роти от 53-ти Волински пехотен полк, сотня пластуни, 60 казаци и 8 оръдия с командир полковник Николай Родионов в 01:00 часа на 15/27 юни потеглят от пристанището на Зимнич. От силния вятър и течение редът на понтоните се разстройва и до устието на река Текирдере достигат само няколко съда, а останалите се разпръсват встрани. Противникът открива със закъснение десанта и не е в състояние да му попречи. Създадено е предмостие: западен, южен и източен фронт, на който са разположени 11,5 роти. На разсъмване капитан Александър Фок увлича роти от 53-ти Волински пехотен полк и атакува командния десен бряг на река Текирдере, изтласква противника и отразява последвалата контраатака. Противниковите сили от другите участъци се насочват към мястото на десанта. Пристигналият втори руски ешелон от движение се включва в битката и десният бряг здраво е овладян. Поручик Иван Моторний по личен почин вдига своята 2-ра стрелкова рота, увлича 54-ти Мински пехотен полк и с подкрепата на артилерията изтласква противниковите сили по целия източен фронт. Осигурява безопасността на мястото на десанта.

## Бой за Свищов
Руските части от западния фронт предприемат атака и изтласкват противника от височините на изток от града, заети с лозя и градини. С третия ешелон пристига командващият генерал-майор Михаил Драгомиров. Натрупал достатъчно сили, около 11:00 часа атакува и към 14:00 часа превзема Свищовските височини. Около 15:00 часа руските части навлизат в Свищов. Разстроените и претърпели загуби противникови сили се оттеглят към село Вардим и Търново. На следващия ден 16/28 юни е заето село Вардим и позиции по река Пенда. Едновременно е изградено и предмостово укрепление.

## Резултати
Десантът при Свищов е образец на блестящо планирана и проведена операция. Освободен е първият български град Свищов. Инженерните части с командир генерал-майор Александър Деп в следващите дни построяват два понтонни моста през река Дунав, по който са прехвърлени главните руски сили. Открити са оперативните линии за действия съгласно стратегическия план за водене на войната, разработен от генерал-лейтенант Николай Обручев.

## Загуби
| Руски загуби в периода 14 – 15 юни 1877 г. | Руски загуби в периода 14 – 15 юни 1877 г. | Руски загуби в периода 14 – 15 юни 1877 г. | Руски загуби в периода 14 – 15 юни 1877 г. | Руски загуби в периода 14 – 15 юни 1877 г. | Руски загуби в периода 14 – 15 юни 1877 г. | Руски загуби в периода 14 – 15 юни 1877 г. | Руски загуби в периода 14 – 15 юни 1877 г. |
| подразделение                              | убити и удавени                            | убити и удавени                            | изчезнали                                  | ранени                                     | ранени                                     | общо                                       | общо                                       |
| ------------------------------------------ | ------------------------------------------ | ------------------------------------------ | ------------------------------------------ | ------------------------------------------ | ------------------------------------------ | ------------------------------------------ | ------------------------------------------ |
|                                            | офицери                                    | нисши чинове                               | нисши чинове                               | офицери                                    | нисши чинове                               | офицери                                    | нисши чинове                               |
| Гвардейски отряд                           | -                                          | 14                                         | -                                          | 2                                          | 19                                         | 2                                          | 33                                         |
| 34-ти Севски пехотен полк                  | -                                          | -                                          | -                                          | -                                          | 1                                          | -                                          | 1                                          |
| 35-и Брянски пехотен полк                  | -                                          | 1                                          | -                                          | -                                          | 2                                          | -                                          | 3                                          |
| 36-и Орловски пехотен полк                 | -                                          | -                                          | -                                          | -                                          | 1                                          | -                                          | 1                                          |
| 53-ти Волински пехотен полк                | 3                                          | 68                                         | 17                                         | 7                                          | 182                                        | 10                                         | 267                                        |
| 54-ти Мински пехотен полк                  | 3                                          | 151                                        | 14                                         | 3                                          | 107                                        | 6                                          | 272                                        |
| 55-и Подолски пехотен полк                 | -                                          | 10                                         | 5                                          | 3                                          | 69                                         | 3                                          | 84                                         |
| 56-и Житомирски пехотен полк               | -                                          | -                                          | 2                                          | 2                                          | 19                                         | 2                                          | 21                                         |
| 16-и стрелкови батальон                    | -                                          | -                                          | -                                          | -                                          | 7                                          | -                                          | 7                                          |
| 7-и пластунски батальон                    | -                                          | -                                          | -                                          | -                                          | 16                                         | -                                          | 16                                         |
| 23-ти Донски казашки полк                  | -                                          | -                                          | -                                          | -                                          | 1                                          | -                                          | 1                                          |
| 2-ра пеша планинска батарея                | 3                                          | 21                                         | -                                          | 1                                          | -                                          | 4                                          | 21                                         |
| 3-ти понтонен батальон                     | -                                          | -                                          | -                                          | -                                          | -                                          | -                                          | -                                          |
| 4-ти понтонен батальон                     | -                                          | 9                                          | -                                          | 1                                          | 5                                          | 1                                          | 14                                         |
| 5-и понтонен батальон                      | -                                          | 15                                         | -                                          | 1                                          | 10                                         | 1                                          | 25                                         |
| 6-и понтонен батальон                      | -                                          | 7                                          | -                                          | -                                          | 1                                          | -                                          | 8                                          |
| моряци                                     | 1                                          | 5                                          | -                                          | -                                          | 3                                          | 1                                          | 8                                          |
| ОБЩО                                       | 10                                         | 301                                        | 38                                         | 20                                         | 443                                        | 30                                         | 782                                        |

| Списък на загиналите офицери при десанта | Списък на загиналите офицери при десанта | Списък на загиналите офицери при десанта | Списък на загиналите офицери при десанта |
| №                                        | чин                                      | имена                                    | убит/починал от раните                   |
| 53-ти Волински пехотен полк              | 53-ти Волински пехотен полк              | 53-ти Волински пехотен полк              | 53-ти Волински пехотен полк              |
| ---------------------------------------- | ---------------------------------------- | ---------------------------------------- | ---------------------------------------- |
| 1                                        | щабскапитан                              | Ящинский                                 | убит                                     |
| 2                                        | щабскапитан                              | Брянов                                   | починал от раните                        |
| 3                                        | подпоручик                               | Григорь-Швили                            | убит                                     |
| 4                                        | прапорщик                                | Лукьянов                                 | убит                                     |
| 54-ти Мински пехотен полк                |                                          |                                          |                                          |
| 5                                        | щабскапитан                              | Петрович                                 | убит                                     |
| 6                                        | подпоручик                               | Каненберг                                | убит                                     |
| 7                                        | прапорщик                                | Фьодоров                                 | убит                                     |
| 8                                        | прапорщик                                | Рыжкин                                   | починал от раните                        |
| 9                                        | прапорщик                                | Иванов                                   | починал от раните                        |
| 55-и Подолски пехотен полк               |                                          |                                          |                                          |
| 10                                       | прапорщик                                | Зданн                                    | починал от раните                        |
| 2-ра пеша планинска батарея              |                                          |                                          |                                          |
| 11                                       | подполковник                             | Стрельбицкий                             | удавил се                                |
| 12                                       | щабскапитан                              | Кобиев                                   | удавил се                                |
| 13                                       | подпоручик                               | Тюрберт                                  | удавил се                                |
| моряци                                   |                                          |                                          |                                          |
| 14                                       | лейтенант                                | Добровольский                            | убит                                     |

## Галерия
- Релефен паметник на генерал-майор Михаил Драгомиров
- Паметникът на победата при Свищов при устието на река Текирдере
- Паметник на загиналите при десанта 812 руски воини
- Седем обелиска на руски офицери в местността „Паметниците“
- Паметник на мястото където стъпва на Дунавския бряг сотнята на есаул Пруст
- Братска могила на загинали руски воини при десанта на река Дунав.
- Паметник на щабскапитан Брянов от 53-ти Волински пехотен полк
- Паметник на подпоручик Григорь Швили от 53-ти Волински пехотен полк
- Паметник на щабскапитан Александър Фок от 53-ти Волински пехотен полк
- Паметник на подпоручик Каненберг от 54-ти Мински пехотен полк
- Паметник на прапорщик Иванов от 54-ти Мински пехотен полк
- Паметник на прапорщик Фьодоров от 54-ти Мински пехотен полк
- Паметник на прапорщик Здан от 55-и Подолски пехотен полк
- Паметник на подполковник Стрелбицкий, командир на батарея
- Руска десантна лодка използвана при Свищов (изглед отстрани)
- Руска десантна лодка използвана при Свищов (изглед отпред и отгоре)